# Peter Pan (Schiff, 1965)
Die Peter Pan war ein Fährschiff der TT-Line aus Lübeck. Es wurde im Jahr 1965 in Dienst gestellt und nach mehrfachem Verkauf im Jahr 1998 in Indien verschrottet.

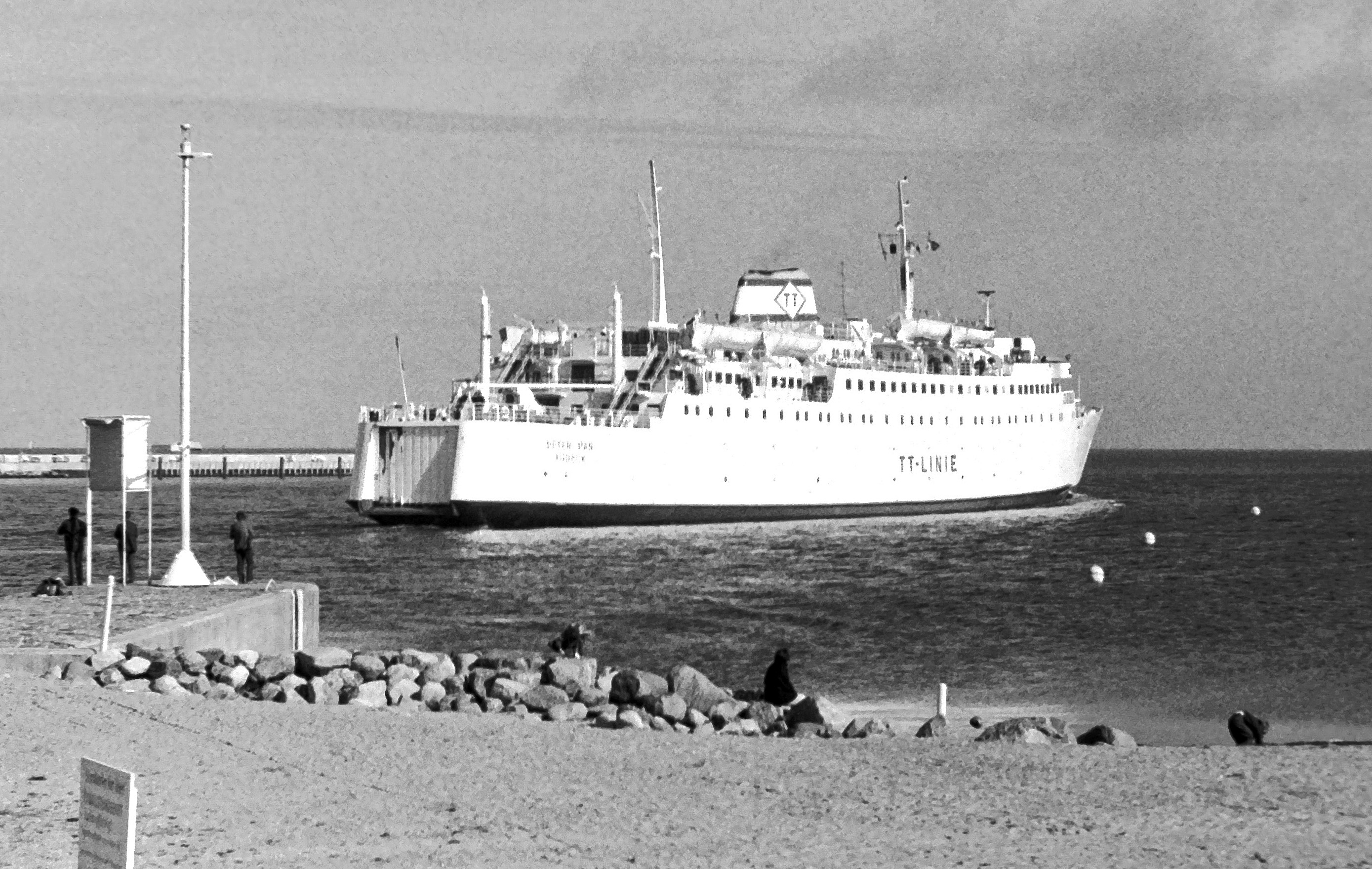
Peter Pan auslaufend Travemünde (1969)

## Geschichte

### Peter Pan(1964–1973)
Das 123 Meter lange und 4407 BRT große Schiff wurde von der Lübecker Flender-Werft gebaut. 1965 unter dem Namen Peter Pan, benannt nach der gleichnamigen Romanfigur, in Dienst gestellt, wurde mit der Namensgebung die Tradition dieser Fährlinie begründet, ein Schiff gleichen Namens in Fahrt zu halten. Da es das erste Schiff mit diesem Namen war, wird es zur internen Unterscheidung auch als Peter Pan (I) bezeichnet.
Am 12. März 1964 wurde die Peter Pan am p/r MS Peter Pan GmbH & Co Kg abgeliefert und kam unter deutscher Flagge mit Heimathafen Lübeck in Fahrt. Am 18. März 1965 wurde die Peter Pan auf der Route Travemünde – Trelleborg in Dienst gestellt.
Die Peter Pan bot 945 Passagieren und 230 Pkw Platz. Von 1968 bis 1969 war Gigi and the Night Shadows (mit dem Truck-Stop-Gründer Cisco Berndt) Bordband.

### S.F. Panther(1973–1975)
Im Oktober 1973 wurde die Peter Pan an die Southern Ferries Ltd. in Southampton verkauft, Heimathafen wurde Southampton und sie erhielt den Namen S.F. Panther. Ab Dezember wurde sie zwischen Southampton und San Sebastian eingesetzt.

### Terje Vigen(1975–1977)
Von Dezember 1975 bis März 1977 charterte Oslo-Aarhus Linie das Schiff, benannte es in Terje Vigen um und brachte es unter norwegischer Flagge mit Heimathafen Oslo in Fahrt. Sie wurde fortan zwischen Oslo und Aarhus eingesetzt.

### St. Clair(1977–1992)
Im März 1977 kaufte  North of Scotland, Orkney and Shetland Co das Schiff. Es erhielt den Namen St. Clair, Heimathafen wurde Aberdeen. Ab April 1977 wurde die St Clair auf der Route Aberdeen – Lerwick eingesetzt. Im Oktober 1978 ging das Schiff an P&O Ferries Ltd. Am 27. Februar 1992 wurde das Schiff von der Route abgezogen und in Aberdeen und anschließend in Middlesbrough aufgelegt.

### Nusa Pejuang(1992–1998)
Im Juni 1992 kaufte Perabadanan Nasional Shipping Line Berhad das Schiff und benannte es in Nusa Pejuang um. Heimathafen wurde Kuala Lumpur in Malaysia.
Im Dezember 1997 wurde das Schiff zum Abbruch nach Indien verkauft. 1998 wurde das Schiff bei RK Engineering  in Mumbai verschrottet.